# Aprostocetus cassidocida
Aprostocetus cassidocida är en stekelart som beskrevs av Jean Risbec 1951. Aprostocetus cassidocida ingår i släktet Aprostocetus och familjen finglanssteklar. Inga underarter finns listade i Catalogue of Life.